# THE IDOLM@STER SHINY FESTA
<THE IDOLM@STER SHINY FESTA>(아이돌마스터 샤이니 페스타)는 반다이 남코 게임스로부터 2012년 10월 25일에 발매된 플레이스테이션 포터블 (PSP)용 음악 게임 (공칭 <신작 애니메이션 첨부 아이마스리즘 게임>). 허니 사운드(영문판: Harmonic Score), 펑키 노트(동: Rhythmic Record), 그루비 튠(동: Melodic Disc)의 전3작. 캐치 카피는 <가지각색의 우리, 매혹합니다♪>(영문판에서는 Our diverse personalities will enchant you♪).
2013년 4월 22일에는 iOS용 애플리케이션의 배포가 시작되었다. 영어도 지원하고 있으며, 일본, 북아메리카, 프랑스, 타이완, 홍콩, 대한민국 등 6개의 지역에서 배포되고 있다.

## 개요
지금 작에서는 남국 리조트를 무대로 해, 거기서 행해지는 음악제에 참가해 라이브를 성공시키는 것이 목적이다. 도입부에는 2011년에 방영된 텔레비전 애니메이션 <THE IDOLM@STER>와 같은 제작 스태프에 의한, 각 버전으로 전개가 다른 신작 애니메이션이 수록되고 있다. 이 애니메이션은 각 버전의 첫회 기동시에 자동으로 재생되어 그 후 개방되는 CONTEST 모드로부터 자유롭게 재생할 수 있게 된다.
아이돌 마스터의 PSP 전용 소프트웨어로 3패키지로 발매되는 것은 2009년 2월 19일에 발매된 <아이돌 마스터 SP> 이후이다.
2013년 10월에 뉴타입 × 마치★아소비 애니메이션 상품 2013 게임 애니메이션상을 수상했다.
2013년 10월 2일에 플레이 스테이션 3용 컨텐츠 홈 애플리케이션 <im@s CHANNEL> 안에서 HD 리메이크된 <THE IDOLM@STER SHINY TV>(아이돌마스터 샤이니 티비)의 배포가 시작되었다.

## 같이 보기
- THE IDOLM@STER SP